# Alophomorphella marosia
Alophomorphella marosia is een vliesvleugelig insect uit de familie Eulophidae. De wetenschappelijke naam is voor het eerst geldig gepubliceerd in 2006 door Ubaidillah.